# Heinrich Splieth

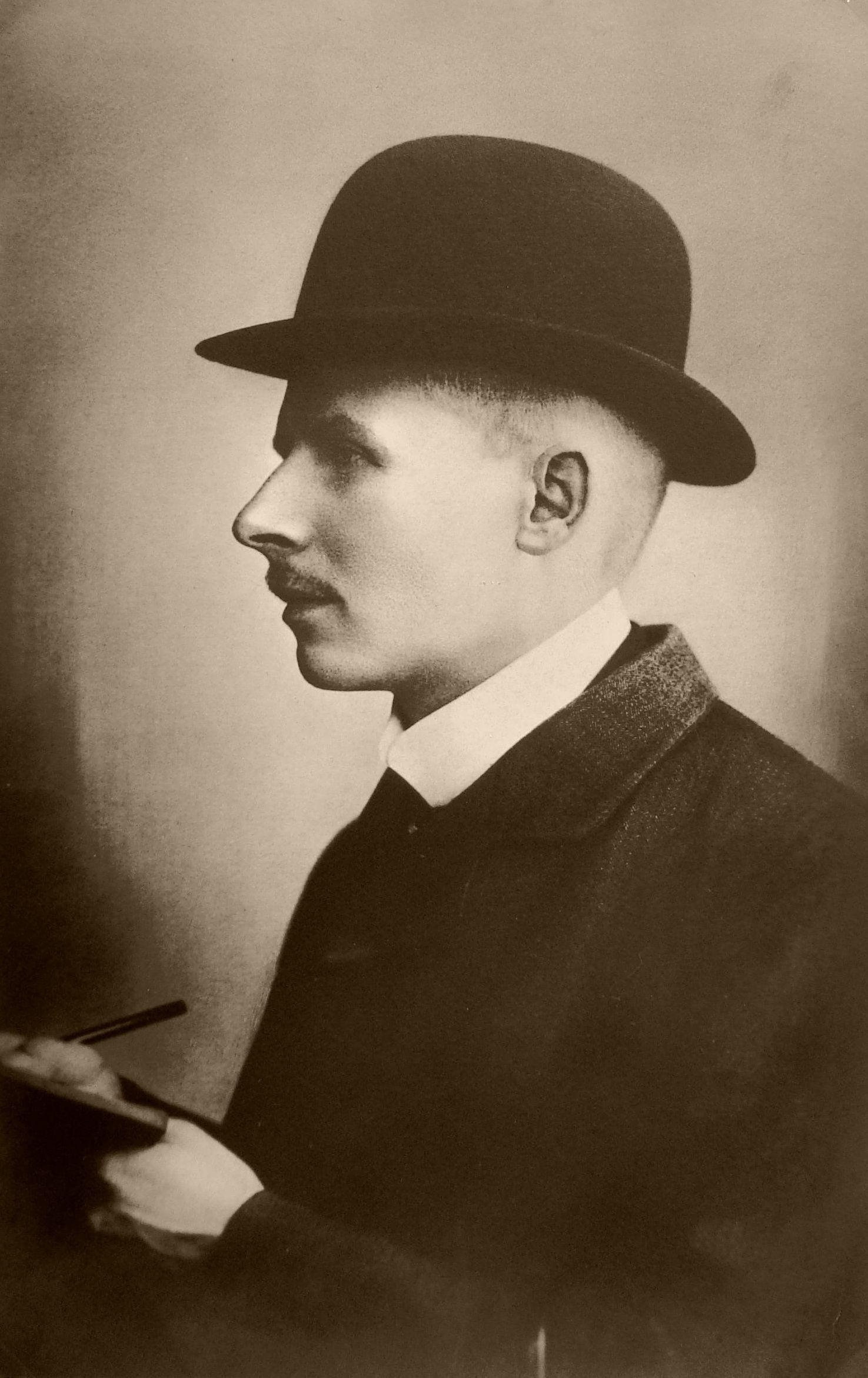
Heinrich Splieth 1900

Heinrich Splieth (* 18. Februar 1877 in Elbing; † 21. März 1929 in Iserlohn) war ein deutscher Bildhauer und Medailleur.

## Leben und Wirken

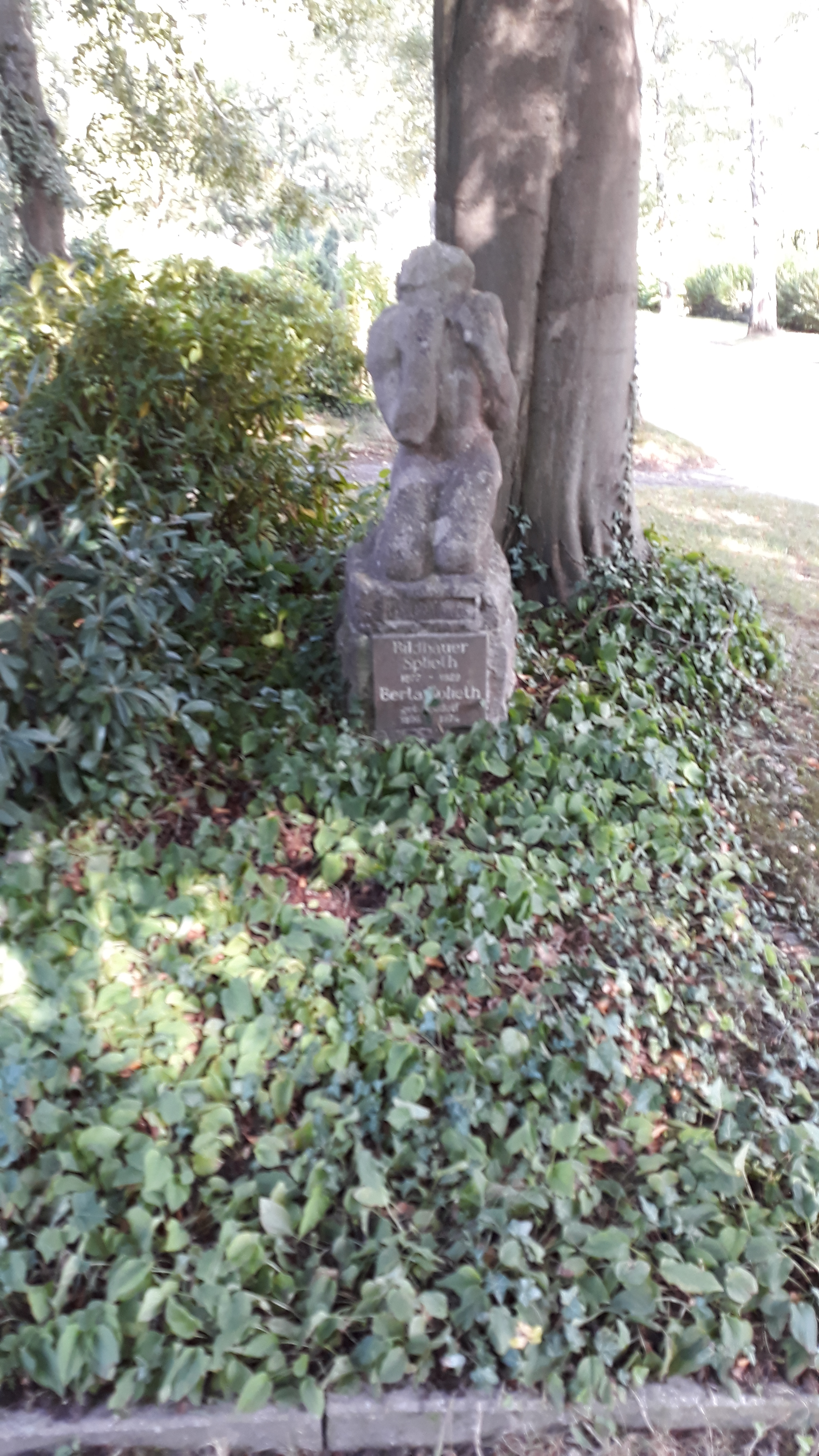
Das Grab von Heinrich Splieth und seiner Ehefrau Bertha mit seinem letzten Werk „De profundis“ auf dem Hauptfriedhof Iserlohn.

Heinrich Splieth wurde als Sohn des Holzbildhauers und Kunsthandwerkers Heinrich Josef Splieth geboren.
Zunächst erlernte er das Handwerk in der Werkstatt seines Vaters. Nach dessen plötzlichem Tod verließ er Gymnasium und Heimatstadt Elbing und trat als Lehrling in das Atelier für christliche Kunst in Münster ein. Nach zwei Jahren dort arbeitete er von 1897 bis 1903 am Kunstgewerbemuseum in Berlin unter Ludwig Manzel und Wilhelm Haverkamp. Hier schuf er die ersten preisgekrönten Werke. Splieth wurde Mitglied der Königlichen Akademie der Künste und hatte von 1903 bis 1908 dort ein Meisteratelier unter wiederum Manzel und Arthur Kampf. 1905 machte er die erste große Romreise.
Heimgekehrt, schuf er bis 1908 das Modell der „Kreuzabnahme“, die später aus Cottaer Sandstein in der Nicolaikirche zu Elbing verwirklicht wurde. Mit diesem Werk gewann er den Raussendorf-Preis der Akademie. Gleichzeitig bekam er vom Domkapitel zu Frauenburg das Stipendium Preuckianum bewilligt. Mit den hierdurch erworbenen Mitteln lebte und studierte er zwei weitere Jahre in Rom. Zurückgekehrt, baute er sich sein eigenes Künstleratelier in Berlin.
Kaiser Wilhelm II., der auf seinem Rittergut Cadinen die Kaiserliche-Majolika-Fabrik errichten ließ, wurde auf ihn aufmerksam und bewog ihn zur Mitarbeit. Die ersten Majolikafiguren für Cadinen, die dem Kaiser vorgelegt wurden, schuf Heinrich Splieth. Auch Manzel und andere Künstler der Königlichen Akademie arbeiteten für die Majolikamanufaktur.
Im Ersten Weltkrieg wurde Splieth zunächst von Cadinen reklamiert, 1916 wurde er eingezogen und erlitt einen Lungendurchschuss. In Marienburg lag er im Lazarett. Diese Verletzung verheilte nur scheinbar, brach später als mit TBC infizierte Rippenfellentzündung wieder auf und führte zum frühen Tod Heinrich Splieths im Alter von 52 Jahren.

Die Kreuzabnahme ca. 1905 – Aufstellung 1924 in Nikolaikirche zu Elbing

Heinrich Splieth schuf zahlreiche Werke: neben Denkmälern (z. B. Reiterdenkmal Wilhelm I. in Wriezen), Grabmälern und Brunnenanlagen auch Büsten (z. B. eine Bronzebüste von Theodor Mommsen im Stadtpark zu Garding – 1911 – wurde im Jahr 2000 gestohlen), Statuen und für das Landwirtschaftsministerium Modelle preisgekrönter Tiere sowie Preisplaketten und Cadiner Majolika. Splieth hatte eine Abneigung gegen die „akademischen Schinken“ der Wilhelminischen Zeit. Das konservative Kunstverständnis Wilhelms II. behagte ihm nicht. Ihm ging es um Schlichtheit in der Ausführung bei gleichzeitig tiefem Ausdruck. Doch musste er bei seinen Aufträgen auch Kompromisse eingehen. Materialien waren u. a. Stein, Bronze oder Majolika. Im Zentrum seines Schaffens standen aber christliche Motive, Madonnen, der Christus und sein Leiden. Als sein letztes Werk schuf er de profundis, sein eigenes Grabmal, unter dem er auf dem Städtischen Friedhof Iserlohn begraben liegt.

## Splieth-Museum
Mit der Eröffnung eines Splieth-Museums in seiner Heimatstadt Elbing 1929 kurz nach seinem Tod wurde sein Lebenswerk gewürdigt. Betrieben wurde dieses Projekt von Heinrichs Frau Berta Splieth, die dem Museum alle Exponate zur Verfügung stellte. Das Museum samt Inventar wurde im Krieg vollständig zerstört, so dass vielfach nur Bildzeugnisse von Heinrich Splieths Werk zeugen. Einige kleinere Arbeiten befinden sich in Privatbesitz. Nach gegenwärtigem Kenntnisstand sind an großen Werken nur der Ellinger-Brunnen in Wriezen(1923), das Mausoleum der Familie Moschel in Angermünde (1913), das (beschädigte) Kriegergedächtnismal zu Braunsberg (vor 1920), sowie eine Kopie der Anbetung der Hirten (eine Bestellung der Kronprinzessin) erhalten geblieben. Etliche kleinere Werke finden sich im Ostpreußischen Landesmuseum Lüneburg.
Er erhielt für seine Werke viele Preise und Auszeichnungen.
Heinrich Splieth hat sich für Meister Eckhart, Jakob Böhme, Beethoven und die indischen Veden interessiert; Lao Tse fühlte er sich besonders verbunden. Deshalb standen über dem Eingang des Splieth-Museums Verse aus dem Tao-Te-King:
Der Berufene

Verweilt im Wirken, ohne zu handeln.

Er übt Belehrung ohne Reden.

Alle Wesen treten hervor,

und er verweigert sich ihnen nicht.

Er wirkt und behält nicht.

Hat er das Werk vollbracht,

so verharrt er nicht dabei.

Und eben weil er nicht verharrt,

bleibt er nicht verlassen.